# 克雷格灣機場
克雷格灣機場（英語：Craig Cove Airport），又译克雷格考夫机场，是一個位於南太平洋岛国瓦努阿圖阿姆布瑞岛克雷格灣的機場。

## 航空公司及目的地
- 瓦努阿圖航空 （Lamen灣、Norsup、維拉港、Ulei）